# George Rümker
George Friedrich Wilhelm Rümker (født 31. december 1832 i Hamborg, død 3. marts 1900 sammesteds) var en tysk astronom, søn af Karl Rümker. 
Rümker var 1853–55 observator ved observatoriet i Durham, men blev senere ansat ved observatoriet i Hamborg, fra 1867 som dets direktør. Ved siden af denne stilling var han i sine senere år bestyrer af 4. afdeling af Deutsche Seewarte (kronometerafdelingen) og har gjort sig fortjent ved sine bestræbelser for at hæve den tyske kronometerfabrikation.